# الحصاة (محافظة العلا)
الحصاة، قرية من قرى محافظة القويعية والتابعة لمنطقة الرياض في السعودية. تقع في جنوب القويعية، وتبعد عنها بمسافة تقارب ( ) كيلو متر، وعن الرياض بمسافة تقارب ( ) كيلو متر.